# Babina subaspera
Babina subaspera (japanisch オットンガエル Otton-Gaeru) ist eine Froschart, die auf den japanischen Amami-Inseln Amami-Ōshima und Kakeroma-jima verbreitet ist. Sie wird als stark gefährdet eingestuft. Ihre inneren Finger haben Pseudodaumen mit ausfahrbaren Dornen. Dies ist eine Besonderheit der Gattung.

## Beschreibung
Babina subaspera

Link zum Bild

Die Kopf-Rumpf-Länge von Babina subaspera beträgt durchschnittlich 12 Zentimeter. Die Männchen sind etwas größer als die Weibchen mit jeweiligen Kopf-Rumpf-Längen von 124,8 ± 8,6 mm bzw. 120,5 ± 8,5 mm. Der Kopf ist deutlich breiter als lang mit einer kurzen, abgerundeten Schnauze und scharfem Canthus rostralis (Schnauzenkante). Die Nasenlöcher befinden sich näher an der Schnauzenspitze als an den Augen. Der Durchmesser des elliptischen Tympanums (Trommelfell) ist etwas kleiner (etwa drei Viertel) als der der Augen. Die fünf bis sechs Vomerzähne sind in zwei kleinen Gruppen hinter der Choane angeordnet. Der Körper ist rückenseitig braun und weist vor allem an den Seiten oft undeutliche, schwarze Flecken auf. Hals und Bauch sind heller und gefleckt. Der Haut am Rücken ist uneben und weist zahlreiche kleinere und größere Tuberkel auf. Eine dorsolaterale Falte wird durch eine Reihe Tuberkel geformt. Das Männchen weist eine kehlständige Schallblase auf und Stimmöffungen an den inneren Mundwinkeln. Zwischen den Zehen der Hinterbeine befinden sich mäßig ausgeprägte Schwimmhäute. An den Fingern finden sich dagegen keine.
Der erste Finger ist deutlich länger als der zweite. An den jeweils ersten Fingern der Vorderbeine befindet sich zudem an der Innenseite eine Hauttasche, die einen scharfen, ausfahrbaren Dorn enthält. Diese werden auch als Pseudodaumen bezeichnet, da sie so aussehen, als ob die Froschart fünf anstatt der für Froschlurche üblichen vier Finger hätte. Die Pseudodaumen der Männchen sind länger und dicker als die der Weibchen. Sie sind eine Besonderheit die Babina subaspera mit ihrer auf den Okinawa-Inseln verbreiteten Schwesterart Babina holsti teilt, kommen aber auch in anderen Froschlurchfamilien vor. Ein Beispiel ist die Art Boana rosenbergi.
Die Kaulquappen werden etwa 80 mm lang. Sie haben einen dicken, verlängerten Schwanz und eine goldgelbe Farbe.

## Verbreitungsgebiet
Die Art ist auf den beiden Amami-Inseln Amami-Ōshima und Kakeroma-jima verbreitet, die in der Präfektur Kagoshima liegen. Auf den Inseln herrscht maritimes, subtropisches Klima. Es ist das ganze Jahr über warm und regnerisch und die Luftfeuchtigkeit mit Ausnahme der Wintermonate hoch. Die Jahresdurchschnittstemperatur liegt beispielsweise für die Gemeinde Uken bei 20,3 °C. Babina subaspera lebt in den Bergwäldern und taucht gelegentlich auch im Grasland oder in Landwirtschaftsflächen auf.
Weitere auf Amami-Ōshima vorkommende Froscharten sind Odorrana amamiensis und Odorrana splendida. Babina subaspera ist unter anderem größer als diese.

## Lebensweise
Die Frösche ernähren sich von Wirbellosen wie Insekten, Schnecken und Süßwasserkrabben.
Sowohl an Weibchen als auch Männchen wurden Narben beobachtet, die vermutlich von den Dornen in den Pseudodaumen der Artgenossen stammen. Bei Weibchen fanden sich diese eher an den Seiten unter den Armen und bei den Männchen über den Rücken verteilt. Daher wird vermutet, dass die Männchen diese zum Kampf gegen andere einsetzen und zum Festhalten an den Weibchen beim Amplexus. Mit den Dornen wird auch zugestochen, wenn Menschen die Tiere greifen, sodass schmerzhafte Schnitte verursacht werden können.
Die Paarungszeit dauert von Ende April bis Ende August. Der Paarungsruf besteht aus einem einzelnen an Bellen errinernden Ton, der etwa eine halbe Sekunde andauert. Ein Froschpaar gräbt zusammen nahe Pfützen und schlammigen Flussbetten ein Loch mit einem Durchmesser von rund 30 Zentimetern. Der darin in einer gelartigen Masse abgelegte Laich enthält ungefähr 1000 bis 1300 braune Eier mit einem Durchmesser von jeweils 2,0 bis 2,5 Millimetern. Die Kaulquappen teilen sich gelegentlich ihre Gewässer mit Odorrana splendida. Sie wandeln sich im Herbst zur terrestrischen Form oder überwintern und entwickeln sich erst im Mai bis Juni des Folgejahres.

## Gefährdung und Schutz
Die International Union for Conservation of Nature (IUCN, „Weltnaturschutzunion“) stuft die Art als stark gefährdet ein, jedoch den Populationstrend als stabil. Auch auf der nationalen Roten Liste gefährdeter Arten Japans wird Babina subaspera als stark gefährdet gelistet. Eine Bedrohung ist der Verlust und die Verschlechterung von Lebensräumen durch Abholzungen und den Straßenbau. 1979 wurden auf Amami-Ōshima zudem Goldstaubmungos zur Bekämpfung von Habuschlangen und Hausratten ausgesetzt, die aber auch Jagd auf andere einheimische Tiere wie die Frösche machten. Inzwischen sind diese jedoch wieder weitestgehend ausgerottet worden und stellen keine Bedrohung mehr dar.
In der Präfektur Kagoshima ist die Froschart als Naturdenkmal ausgewiesen. Teile der Inseln gehören zudem zum seit 2017 bestehenden Amamiguntō-Nationalpark und die Inseln Amami-Ōshima, Tokunoshima, Iriomote und der nördliche Teil der Insel Okinawa stehen darüber hinaus seit 2021 auf der Liste des UNESCO-Weltnaturerbes.

## Systematik
Babina subaspera ist eine Art aus der Gattung Babina innerhalb der Familie der Echten Frösche. Die Erstbeschreibung durch den US-amerikanischen Herpetologen Thomas Barbour stammt aus dem Jahr 1908 und erfolgte unter dem Namen Rana subaspera und mit den „Ryūkyū-Inseln“ als Typenfundort. Zwischenzeitlich wurde sie von Boulenger mit Rana holsti synonymisiert. Diese ist die einzige weitere Art der Gattung und auf den südlicher gelegenen Inseln Okinawajima und Tokashiki-jima verbreitet. Sie bildet zudem die Typspezies der Gattung.